# Horný Vadičov
Horný Vadičov (hongrois : Felsővadas) est un village de Slovaquie situé dans la région de Žilina.

## Histoire
La première mention écrite du village date de 1385.

## Démographie

### Évolution de la population
| Année:               | 1994. | 2004.   | 2014.   | 2024.   |
| -------------------- | ----- | ------- | ------- | ------- |
| Nombre de personnes: | 1509  | 1557    | 1633    | 1723    |
| Différence:          |       | +3,18 % | +4,88 % | +5,51 % |

| Année:               | 2023. | 2024.   |
| -------------------- | ----- | ------- |
| Nombre de personnes: | 1722  | 1723    |
| Différence:          |       | +0,05 % |